# Die Wahrheit (SEW)
Die Wahrheit war das  Zentralorgan der SED in West-Berlin, sowie danach der Sozialistischen Einheitspartei Westberlins (SEW) von 1955 bis 1989.

## Geschichte
Am 15. November 1955 erschien die erste Ausgabe von Die Wahrheit. Sie erschien zuerst wöchentlich und war zunächst als Informationsblatt für SED-Mitglieder in West-Berlin gedacht. Im Laufe der Zeit bekam sie eine zunehmende Bedeutung für die Vertretung von deren politischen Ansichten in West-Berlin. Seit 1959 leitete der SED-Funktionär Hans Mahle die Zeitung.
Sie wurde maßgeblich von der SED in Ost-Berlin gefördert und kontrolliert. Sie vertrat ziemlich genau deren politische Ansichten und Vorgaben mit geringen Anpassungen an West-Berliner lokale Gegebenheiten. Ihr Verlagshaus war das „Druckhaus Norden“ in der Kaiserin-Augusta-Allee, Berlin-Moabit.
Langjähriger Pressefotograf war Jürgen Henschel.
Die Wahrheit konnte auch in der DDR offiziell bezogen werden, allerdings nur in einer reglementierten Abonnentenliste. Sie war damit neben dem DKP-Zentralorgan Unsere Zeit und dem KPÖ-Zentralorgan Volksstimme die einzige westliche deutschsprachige Tageszeitung, die in der DDR erhältlich war.
Während der friedlichen Revolution in der DDR stellte sie Ende November 1989 ihr Erscheinen ein. Anfang Dezember erschienen einige Ausgaben der Neuen Zeitung als Nachfolger, die jedoch nur kurzen Bestand hatte.